# Bob Gale
Michael Robert Gale, detto Bob (University City, 25 maggio 1951), è uno sceneggiatore, regista, fumettista, produttore cinematografico e produttore televisivo statunitense.

## Biografia
Nato in una famiglia ebrea a University City nel Missouri dall'avvocato Mark R. Gale e la violonista e curatrice d'arte Maxine Kippel, ha due fratelli minori, Charlie e Randy. Da bambino, coltivava il sogno di "andare a Hollywood e lavorare per Walt Disney", che era il suo eroe. Nel 1973 si è laureato in cinema presso la University of Southern California, dove incontrò Robert Zemeckis.
È particolarmente noto per le sue numerose collaborazioni con il celebre regista Robert Zemeckis, con il quale ha stretto una solida e prolifica collaborazione lavorativa sin dagli esordi della carriera. Degna di nota è il suo apporto alla trilogia di Ritorno al futuro (Back to the Future) (1985, 1989, 1990) e a 1941 - Allarme a Hollywood (1979), scritto insieme a Zemeckis e diretto da Steven Spielberg, che lanciò i due giovani autori proprio con questo film. È autore di sceneggiature per le case editrici di fumetti Marvel Comics (Daredevil, The Amazing Spider-Man) e DC Comics (Batman).

## Filmografia parziale

### Sceneggiatore
- 1964: allarme a New York arrivano i Beatles (I Wanna Hold Your Hand), regia di Robert Zemeckis (1978)
- 1941 - Allarme a Hollywood (1941), regia di Steven Spielberg (1979)
- La fantastica sfida (Used cars), regia di Robert Zemeckis (1980)
- Ritorno al futuro (Back to the Future), regia di Robert Zemeckis (1985)
- Storie incredibili (serie televisiva 1985) (Amazing Stories), episodio 2x08 (1986) - Serie TV
- Ritorno al futuro - Parte II (Back to the Future - Part II), regia di Robert Zemeckis (1989)
- Ritorno al futuro - Parte III (Back to the Future - Part III), regia di Robert Zemeckis (1990)
- Interstate 60, regia di Bob Gale (2002)

### Soggetto
- 1941 - Allarme a Hollywood (1941), regia di Steven Spielberg (1979)
- Ritorno al futuro - Parte II (Back to the Future - Part II), regia di Robert Zemeckis (1989)
- Ritorno al futuro - Parte III (Back to the Future - Part III), regia di Robert Zemeckis (1990)

### Regista
- Interstate 60 (2002)

### Produttore
- Ritorno al futuro (Back to the Future), regia di Robert Zemeckis (1985)
- Ritorno al futuro - Parte II (Back to the Future - Part II), regia di Robert Zemeckis (1989)
- Ritorno al futuro - Parte III (Back to the Future - Part III), regia di Robert Zemeckis (1990)